# Vladimir Beara
Vladimir Beara (Zelovo kod Muća, 26. kolovoza 1928. – Split, 11. kolovoza 2014.), hrvatski nogometaš i nogometni trener.
Igrao je na položaju vratara. Zvali su ga Veliki Vladimir, Balerina s čeličnim šakama i Čovjek od gume. Lav Jašin je primajući priznanje za najboljeg europskog vratara izjavio: "Za mene je najbolji vratar Vladimir Beara". Kada je suparnička momčad izvodila slobodne udarce, nije dopuštao postavljanje živog zida. Budući da tada još nije bilo televizije, njegove su akrobacije prerasle u mit o kojem i danas pišu i govore svi poznavatelji nogometa.

## Igračka karijera
Igrao je za Hajduk s kojim je sudjelovao u osvajanju tri naslova prvaka. Kad je 1955. prešao u Crvenu zvezdu, to je bio skandal stoljeća o kojemu se godinama govorilo. U C. zvezdu odlazi zbog provokacija Marka Markovine, koji je izjavio da nije ničime zaslužan za uspjehe Hajduka. Nudio se i Dinamu, ali nisu ga htjeli, a Zvezda jest. Neki su to povezivali s time što je pravoslavac, ali Beara se na svakom popisu stanovništva deklarirao kao Hrvat, čak i u doba Jugoslavije, zbog čega se zamjerio strukturama.  Sa Zvezdom je osvojio još četiri prvenstva i dva kupa. Karijeru je okončao u njemačkim klubovima Alemaniji i Viktoriji. 
U doba dok je aktivno igrao, bio je ponajbolji europski i svjetski vratar. 
Za reprezentaciju Jugoslavije odigrao je 60 utakmica među kojima
su Svjetska prvenstva u Brazilu 1950., u Švicarskoj 1954. i Švedskoj 1958. Dobitnik je srebrne medalje na Olimpijadi 1952. godine u Helsinkiju: u finalu je obranio jedanaesterac Ferencu Puskásu!
Godine 1953. igrao je za FIFA-inu reprezentaciju u susretu Ostatak Europe-Engleska. Konačni rezultat utakmice koja se igrala na Wembleyu bio je 4:4, a Beara je branio jedno poluvrijeme i primio samo jedan gol; ostala tri primio je austrijski golman Zeman.

## Uspjesi
- Prvenstvo Jugoslavije u nogometu: 
  - 1950., 1952., 1954./55. (s Hajdukom)
  - 1955./56., 1956./57., 1958./59., 1959./60. (s Crvenom zvezdom)

- Kup maršala Tita: 1957./58. i 1958./59. (s Crvenom zvezdom)

Sudjelovao je i na tri svjetska nogometna prvenstva:  SP 1950. u Brazilu, 1954. u Švicarskoj i 1958. u Švedskoj.
Osvajač je srebrnog odličja na Olimpijskim igrama u Helsinkiju 1952. godine.

## Pjesma o Vladimiru Beari iz 1954. godine
Na vratima Ero stoji,
nikoga se on ne boji,
Jak je, tresan, čil je i zdrav,
branku čuva baš ka lav.
Svaku loptu vješto hvata,
da mu ne bi takla vrata,
Pa na mistu, ili uvis,
Istu hvata baš ka ris.
A kad nisko ona nasrće,
i na loptu se zatrće,
Baca se ka mačka prava,
bila zemlja ili trava.
Zato ga i FIFA traži,
pa ga čak s LONDROM draži,
Jer kad hoće da brilira,
za golmana Eru bira.

## Vanjske poveznice
- Hrvatski nogometni savez: Preminuo Vladimir Beara
- BŠK Zmaj  Arhivirana inačica izvorne stranice od 12. kolovoza 2014. (Wayback Machine)
- Nastupi za reprezentaciju Jugoslavije  Arhivirana inačica izvorne stranice od 11. ožujka 2016. (Wayback Machine) (srp.)